# Edward Schröder
Pour les articles homonymes, voir Schröder.
Edward Schröder (né le 18 mai 1858 à Witzenhausen et mort le 9 février 1942 à Göttingen) est un médiéviste allemand.

## Biographie
Schröder fait son doctorat en germanistique et travaille comme professeur privé à la faculté de philosophie de l'université Frédéric-Guillaume de Berlin à partir de novembre 1885. Il est déjà en janvier 1887 professeur de langue et de littérature allemandes, il reçoit une offre de l'université de Marbourg à Pâques 1889, où il enseigne en tant que professeur titulaire. En 1896, il devient membre d'honneur de la Marburger Burschenschaft Rheinfranken (de). Il s'installe à l'université Georges-Auguste de Göttingen à l'automne 1902.
Schröder publie divers textes médiévaux, dont un recueil de petits vers de Konrad von Würzburg. Dans sa publication Zwei altdeutsche Schwänke (1919), la poésie fluctuante Die böse Frau est contenue. En outre, son édition des Moriz von Craûn et "Peter von Staufenberg" dans le "Zwei altdeutsche Rittermaeren" a longtemps été décisive pour l'interprétation du Moriz von Craûn , 

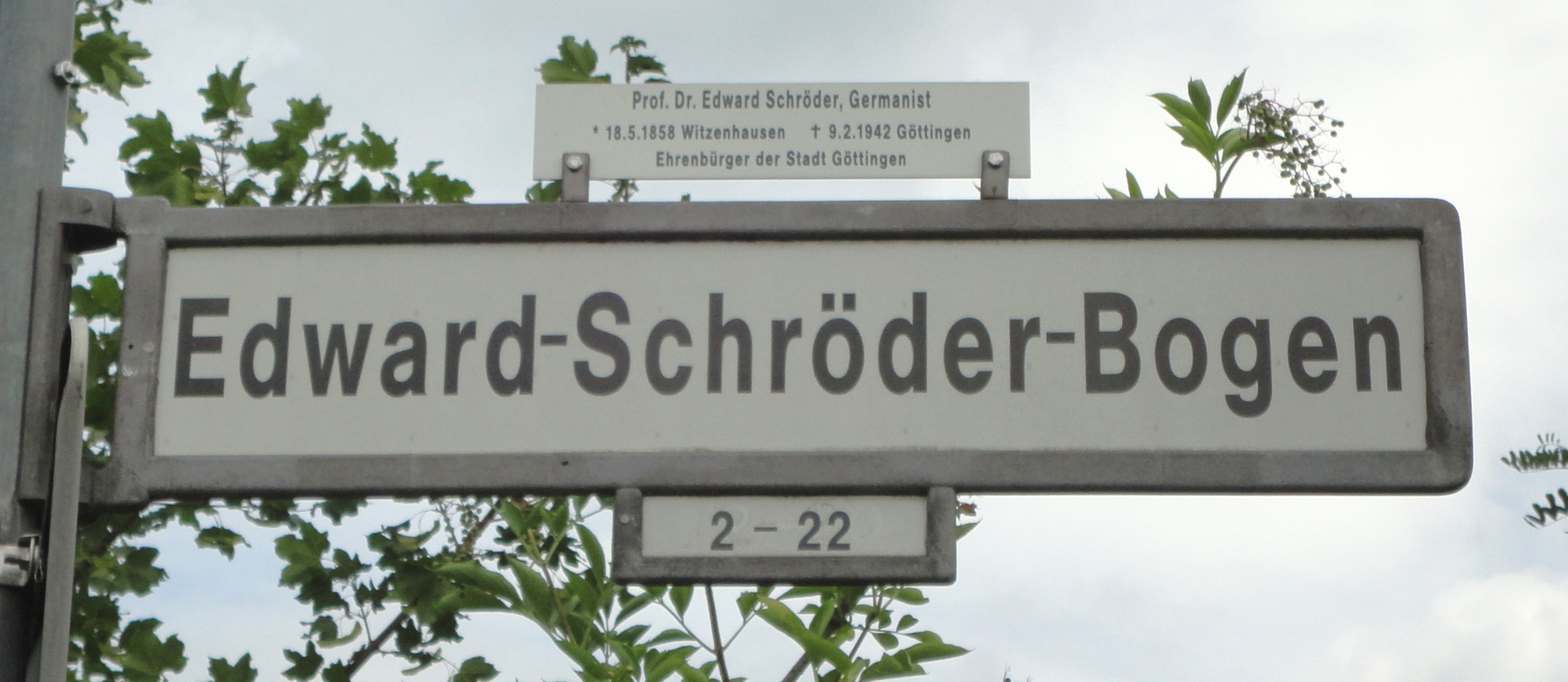
Edward-Schröder-Bogen à Göttingen-Weende

À partir de 1894, Schröder est un correspondant puis à partir de 1903 membre à part entière de l'Académie des sciences de Göttingen. À partir de 1912, il est également membre correspondant de l'Académie prussienne des sciences. En 1922, il est élu membre étranger de l'Académie bavaroise des sciences. En 1927, il reçoit l'Ordre bavarois de Maximilien pour la science et l'art. En novembre 1933, il signe la Déclaration des professeurs en faveur d'Adolf Hitler.

## Œuvres (sélection)
- Deutsche Namenkunde. Gesammelte Aufsätze zur Kunde deutscher Personen- und Ortsnamen von Edward Schröder. Festgabe seiner Freunde und Schüler zum 80. Geburtstag. Vandenhoeck & Ruprecht, Göttingen 1938 (mit Bildnis, Tabula gratulatoria und Erstveröffentlichungsnachweis).